# Brahmina nasulata
Brahmina nasulata är en skalbaggsart som beskrevs av Gilbert John Arrow 1944. Brahmina nasulata ingår i släktet Brahmina och familjen Melolonthidae. Inga underarter finns listade.